# 曉峰閣

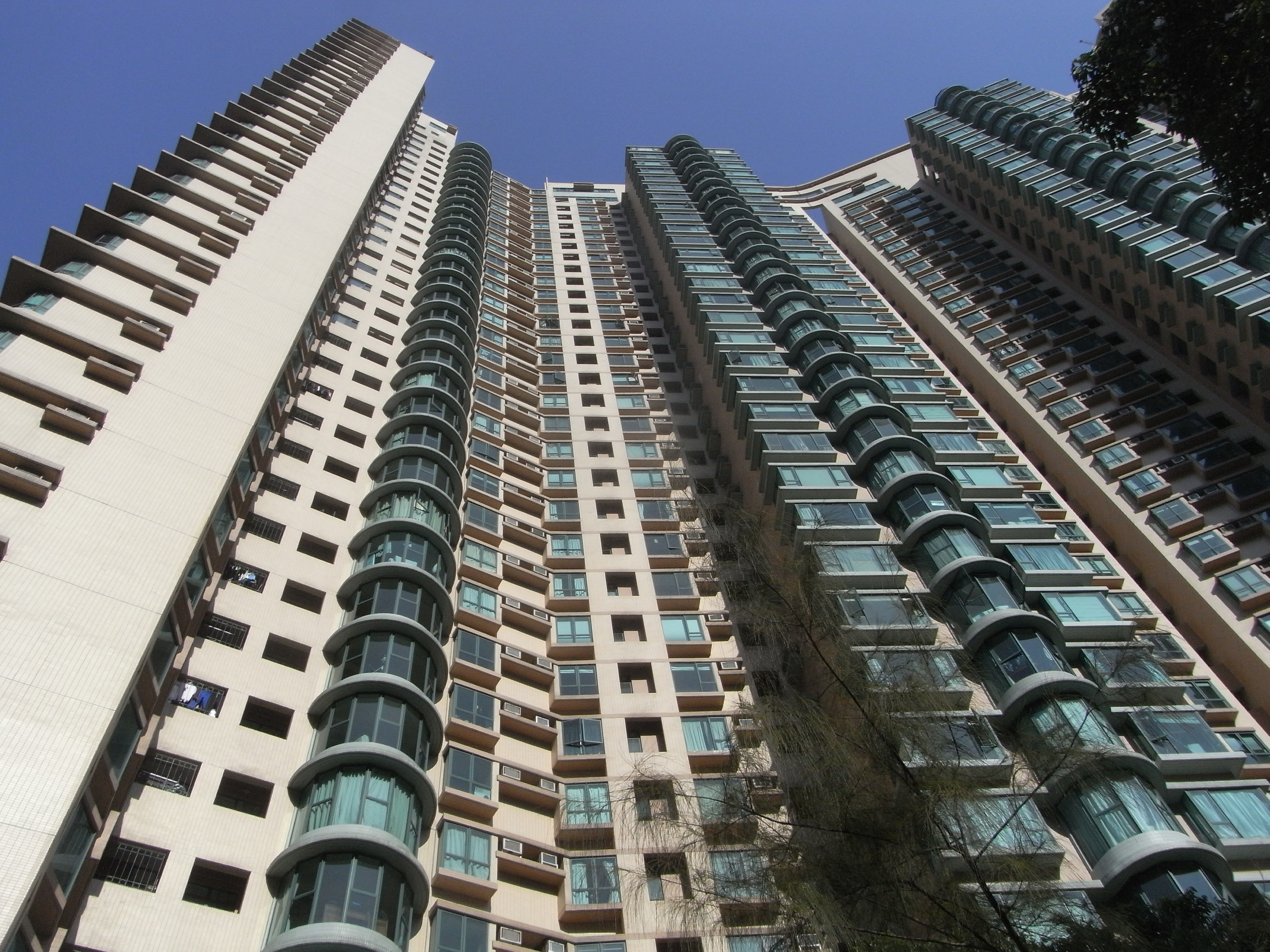
外觀立面

曉峰閣（英語：Hillsborough Court，即曉峰大廈），是香港香港島中西區中半山一個私人屋苑，位於舊山頂道18號與地利根德里交界，毗鄰帝景園、地利根德閣、梅道嘉富麗苑及香雪道裕景花園等豪宅群。

## 簡介
曉峰閣由香港新鴻基地產開發，王董建築師事務所建築設計。共建面積約48,500平方米，528個住宅樓盤，建築面積由74平方米至130平方米不等，自設住客會所包括室內康樂及室外游泳池。曉峰閣地盤面積5,487平方米。當年建築項目成本約3億3仟萬港元，於1993年8月落成入伙。
管理公司為發展商旗下的啟勝管理服務。

## 建築設計
曉峰閣共有4座摩天大樓，建築風格為現代主義。其中間兩組大廈以拱橋形式中心連接，令外觀立面一體化。大樓外牆淺粉紅色，外牆柱頭4支深咖啡色直立連貫各層。

## 外部參考
1. ↑  .   [2011-01-22]. （原始内容存档于2020-03-27）.
2. ↑  .   [2011-01-23]. （原始内容存档于2020-03-27）.
3. ↑  物業資料[]
4. ↑  新鴻基 曉峰閣 網址 的存檔，存档日期2009-06-16..   [2011-01-23]. （原始内容存档于2009-08-30）.